# Dominique Fossati
Dominique-Honoré Fossati ou Fossaty, né à Marseille (Provence) le 18 février 1710 et mort dans la même ville le 6 avril 1792, est un sculpteur et marbrier français.

## Biographie
Dominique Fossati naît d'une dynastie de marbriers provençaux du XVIIIe siècle originaire du canton italophone du Tessin en Suisse. Il naît de l'union de Sylvestre Fossati (1693-1745?), sculpteur et de Anne-Marie Gouitte. Il est l'oncle de Christophe Jean-Marie Fossati (1729-1784?), fils de son frère Pierre avec qui il collabore sur certaines œuvres.
Il se marie avec Marie Magdaleine Hupay (née le 1711) le 3 juin 1745 à Notre-Dame-des-Accoules dans le 2e arrondissement de Marseille. Il eut deux enfants de cette union : Anne-Marie (épouse Gilly, puis Aubin) et Jean-Baptiste en 1747, qui se qualifie comme agent consulaire de France à Massa di Carrera en Italie.
Il meurt le 6 avril 1792 dans sa maison de la rue Paradis à Marseille.

### Carrière
Plus éclipsé face aux grands noms de la sculpture provençale comme Antoine Duparc, Honoré Bernard, Jean-Michel Verdiguier ou Jean-Pancrace Chastel, Dominique Fossati incarne le rayonnement de l'art provençal notamment par ses sculptures religieuses. 
La famille Fossati incarne la prééminence de l'importation des marbres blancs de Carrare vers le Sud-Est et une partie de l'Ouest de la France. Leur activité dépend des carrières des Pyrénées et du Haut-Languedoc pour les marbres composant les mosaïques de couleurs vives.
La famille se spécialise dans la construction d'autels en marbre à la romaine. Sylvestre Fossati va transmettre à son fils Dominique, dès l'âge de 21 ans, une vaste clientèle qu'il constitue jusqu'en 1742. Il traite notamment avec les Frères prêcheurs de Marseille et Pauline de Simiane.

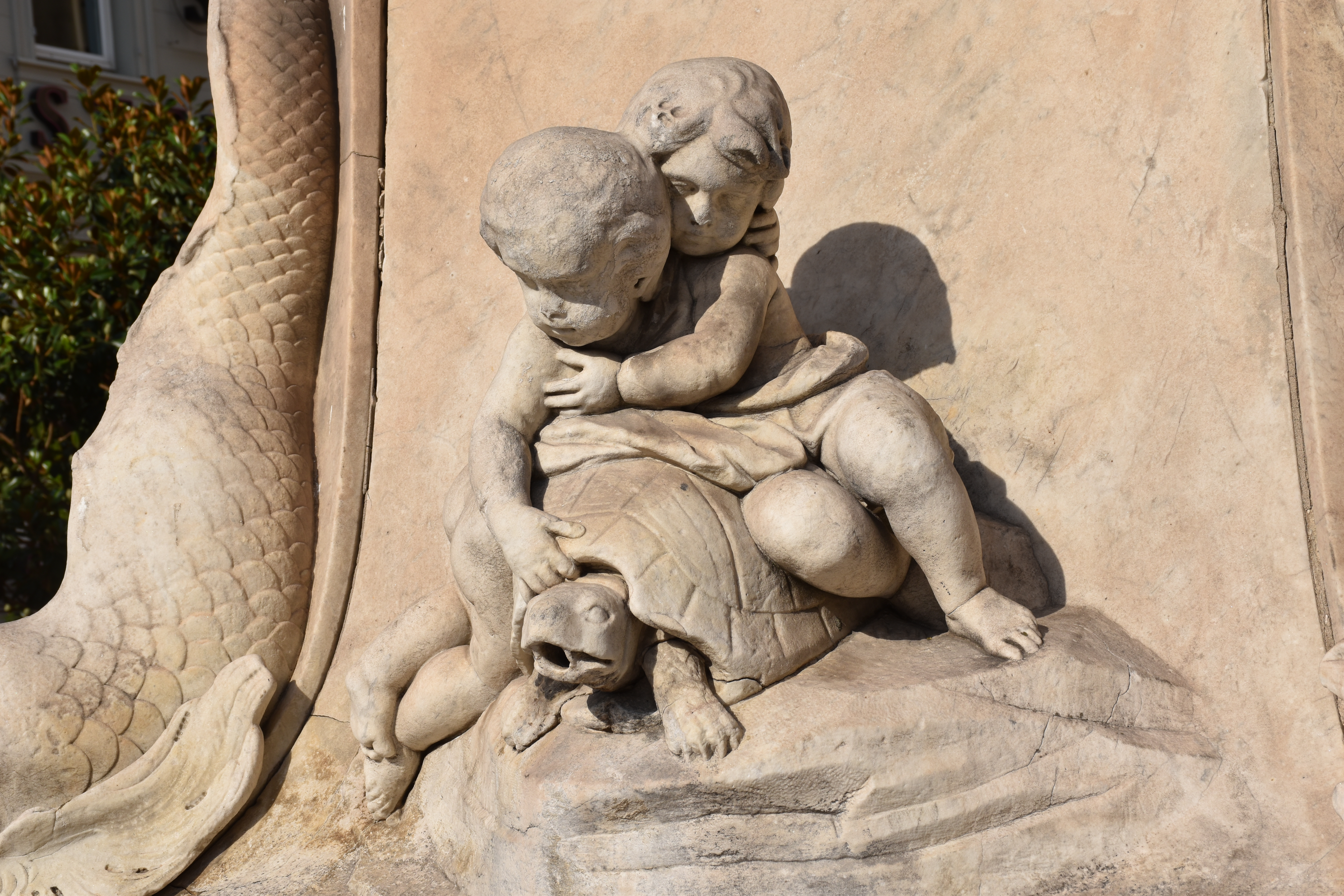
Deux enfants jouant avec une tortue de mer (1778), fontaine Fossati, Marseille, place des Capucines.

L'activité du sculpteur s'étend de 1730 à 1778. À cette époque, les travaux des sculpteurs sont assez méconnus car les contrats se raréfient pour laisser place aux actes sous seing privé. En 1751, en sa qualité de marchand et négociant de marbre, il obtient le transport des marbres d'Italie et de Provence au Havre. En 1754, le marquis de Marigny hésite ainsi à le nommer sculpteur chargé de la voiture des marbres de Carrare à Marseille dans une lettre adressée à Magnan de Chabert.
Le 4 mai 1778, Dominique Fossati passe marché avec la ville pour une fontaine de marbre blanc style Louis XVI, en l'honneur de Jacques Necker. La fontaine éponyme était destinée à la place de Latour, actuelle place de la Bourse, mais orne la place des Capucines depuis 1863. 
Au cours de sa carrière, Dominique Fossati doit se confronter à plusieurs difficultés. La clientèle religieuse et les confréries d'artisans multiplient les procès. De plus, il doit faire face à la concurrence d'une douzaine de marbriers à Aix et Marseille.
Lors de l'inventaire de la succession, il est inscrit qu'il détient un magasin sur le canal de la Douane, aujourd'hui disparu, et un second près de la machine à mâter les vaisseaux.

## Œuvre
- Maître-autel de l'église Notre-Dame de l'Assomption à La Ciotat, de 1740 à 1741[6].
- Mobilier de la collégiale Notre-Dame-des-Pommiers de Beaucaire, commande de Jean-Baptiste Franque passée en 1742.
- Autel de la chapelle du Corpus Domini à la Vieille Major de Marseille en 1748, détruit lors de son réaménagement.
- Aménagements mobiliers pour la luminaire Saint-Elme de l'église Saint-Laurent de Marseille, de 1748 à 1754.
- Cathédrale Notre-Dame-du-Puy de Grasse, chapelle du Saint-Sacrement (20 juin 1749). Autel en marbre de couleurs, escaliers de la table de communion et le pavé de marbre du sanctuaire (1758).
- Baptistère de l'église Pie X à Marseille en 1750.
- Bénitier et fonts baptismaux de l'église Saint-Théodore à Marseille en 1750. Il s'agit de l'ancienne église du couvent des Récollets de l'ordre franciscain.
- Autel de l'église Notre-Dame-du-Bourget à Forcalquier en 1751.
- Autel de l'église Sainte-Marie-Madeleine-de-l'Île à Martigues en 1755.
- Maître-autel, baldaquin d'autel en marbres polychromes de la chapelle des Bernardines à Marseille en 1755. Il a été déplacé à l'église Saint-Cannat de la même ville[7].
- Autel de l'église Saint-Ferréol les Augustins à Marseille en 1756[8].
- Maître-autel de l'église Saint-Jean-Baptiste à Fayence, avec Ferdinand Bussi de Lugano (1758).
- Maître autel, autel tombeau de l'abbaye Saint-Gildas de Rhuys. Il était d'abord destiné à la cathédrale Saint-Pierre de Vannes avant d'être jugé trop petit.
- Deux statues d'anges adorateurs de la basilique Saint-Amable de Riom (1770-1771)[9].
- Maître-autel et deux autels collatéraux pour la cathédrale Saint-Pierre de Vannes (1776). Les trois autels en marbre polychrome de Carrare sont réalisés avec la collaboration de son frère Christophe Fossati. Polychromes, ils répondent à la mode provençale avec des plaques de marbre ocres, bruns et verts. Dominique Fossati est l'auteur du maître-autel en marbre blanc et son frère des statues des saints Pierre et Paul réalisées en 1774.
- Mausolée de Victor-Thérèse Charpentier d'Ennery à Port-au-Prince en 1776, commandé par Jean-Baptiste Vence.
- Maître-autel baroque de la cathédrale Saint-Léonce de Fréjus en 1778. Il est restauré en 1895 et prend place dans la nef Saint-Étienne en 1988.
- Fontaine Fossati en marbre blanc, place des Capucines à Marseille en 1778.

Œuvres de Dominique Fossati
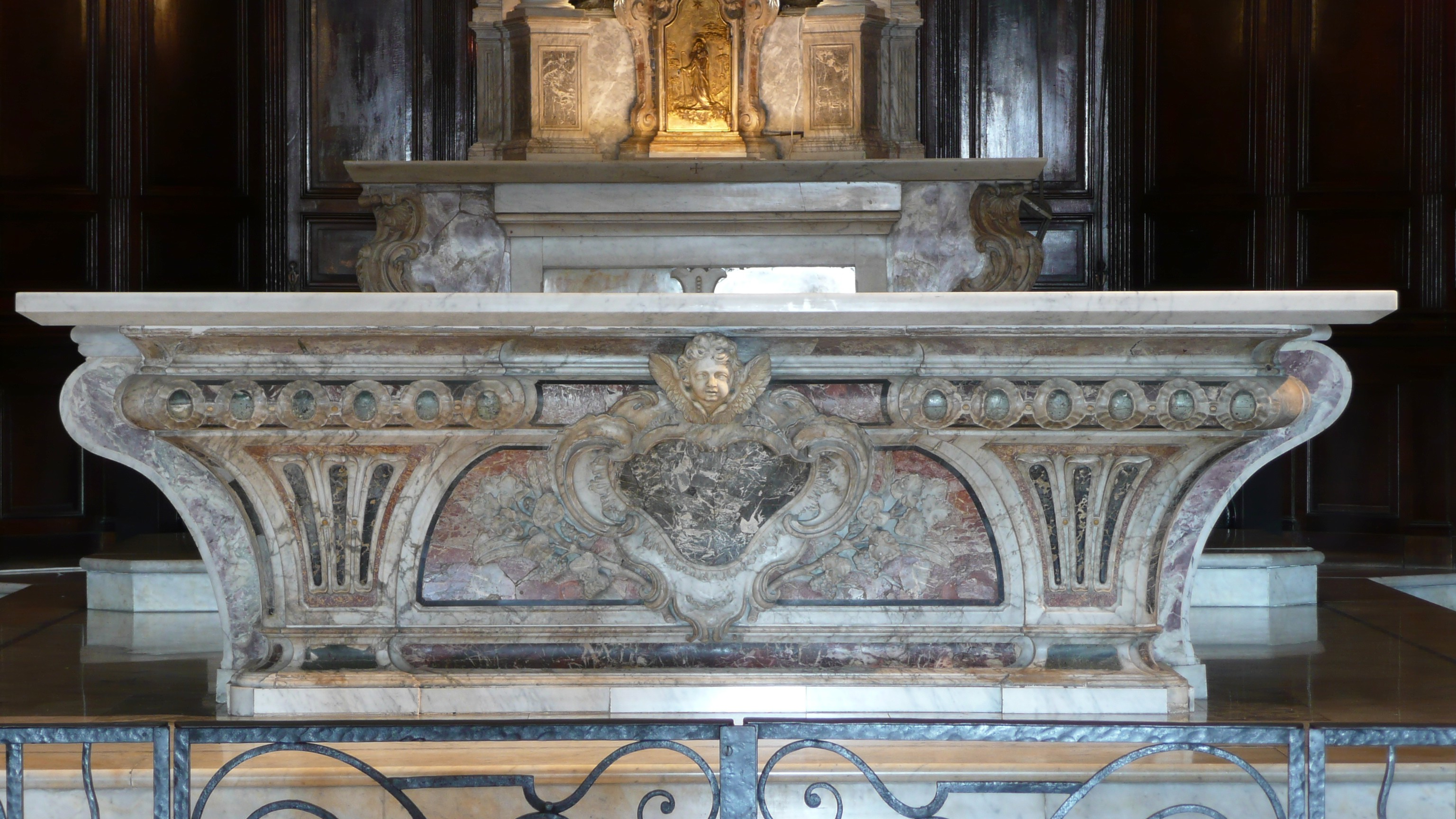
Maître-autel de l'église Saint-Ferréol les Augustins, Marseille.
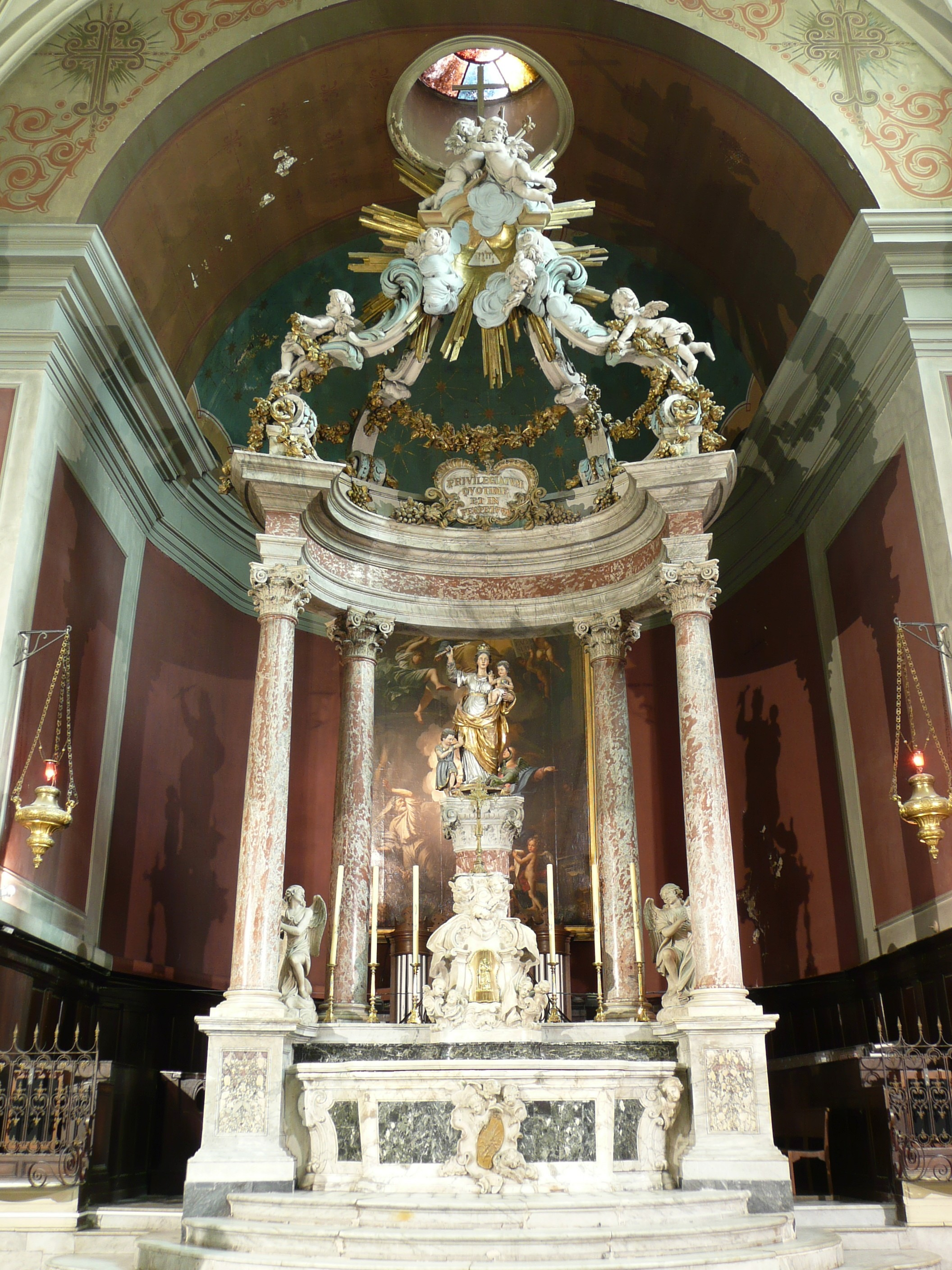
Maître-autel et son baldaquin, église Saint-Cannat, Marseille.
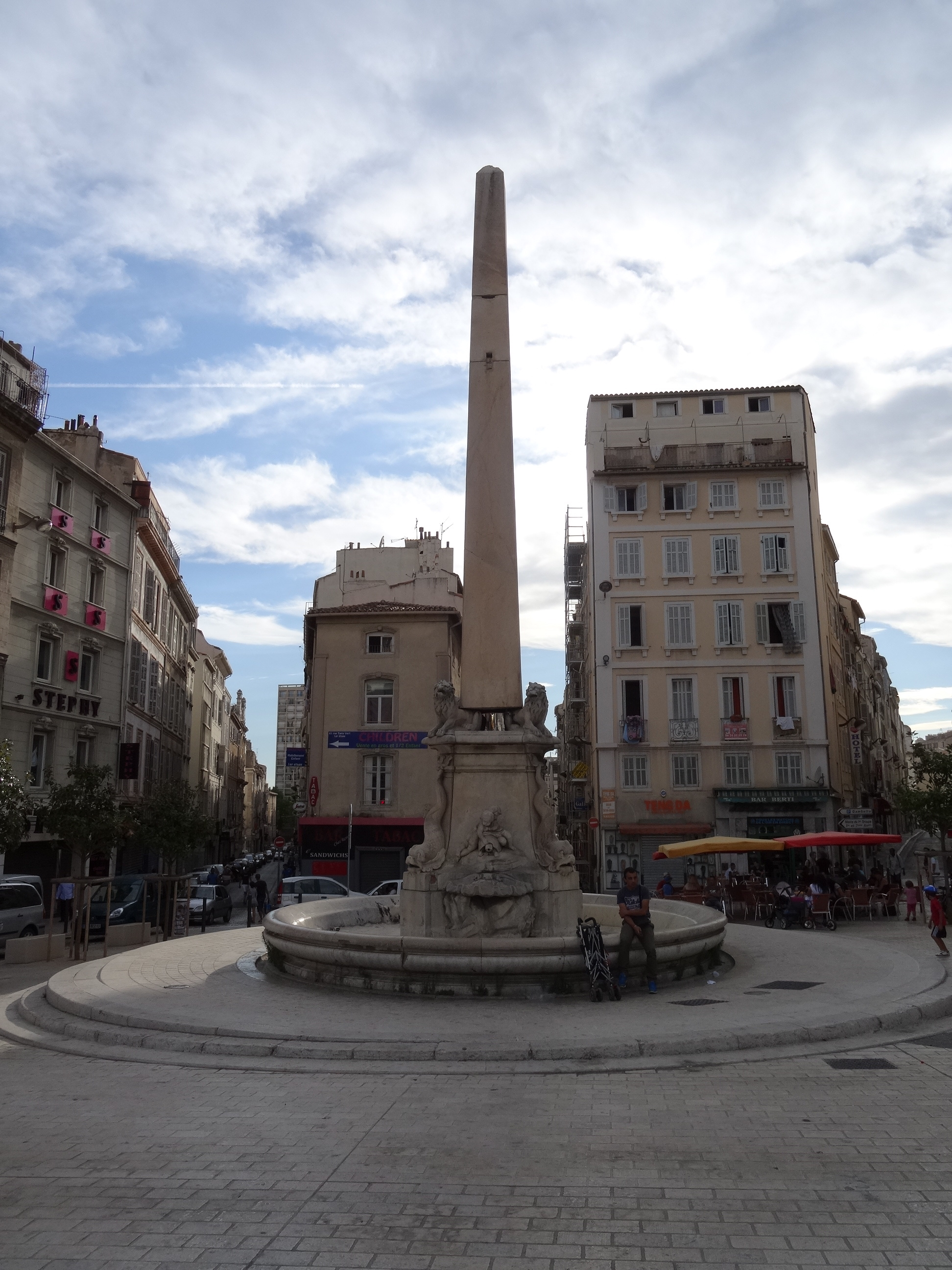
Fontaine Fossati, place des Capucines, Marseille.
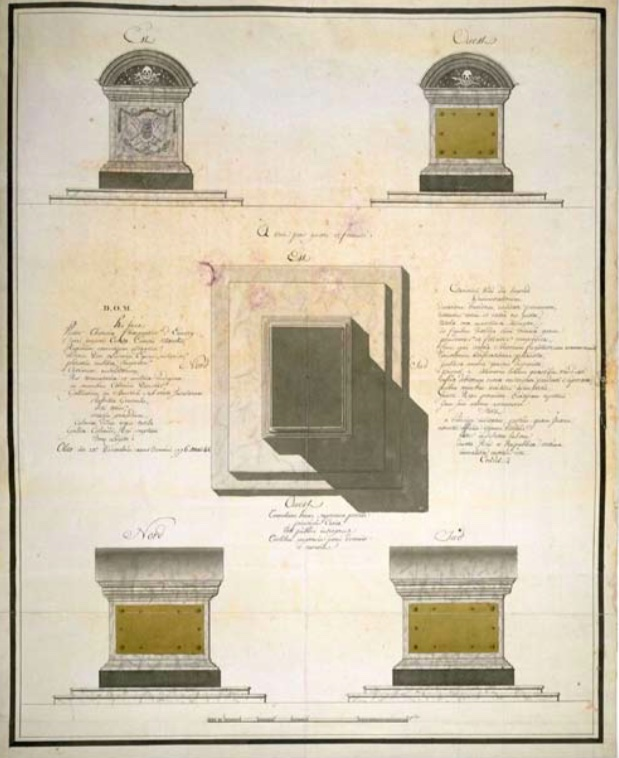
Dessin du mausolée de Victor-Thérèse Charpentier d'Ennery à Port-au-Prince (1777), Archives nationales.